# Скачковце

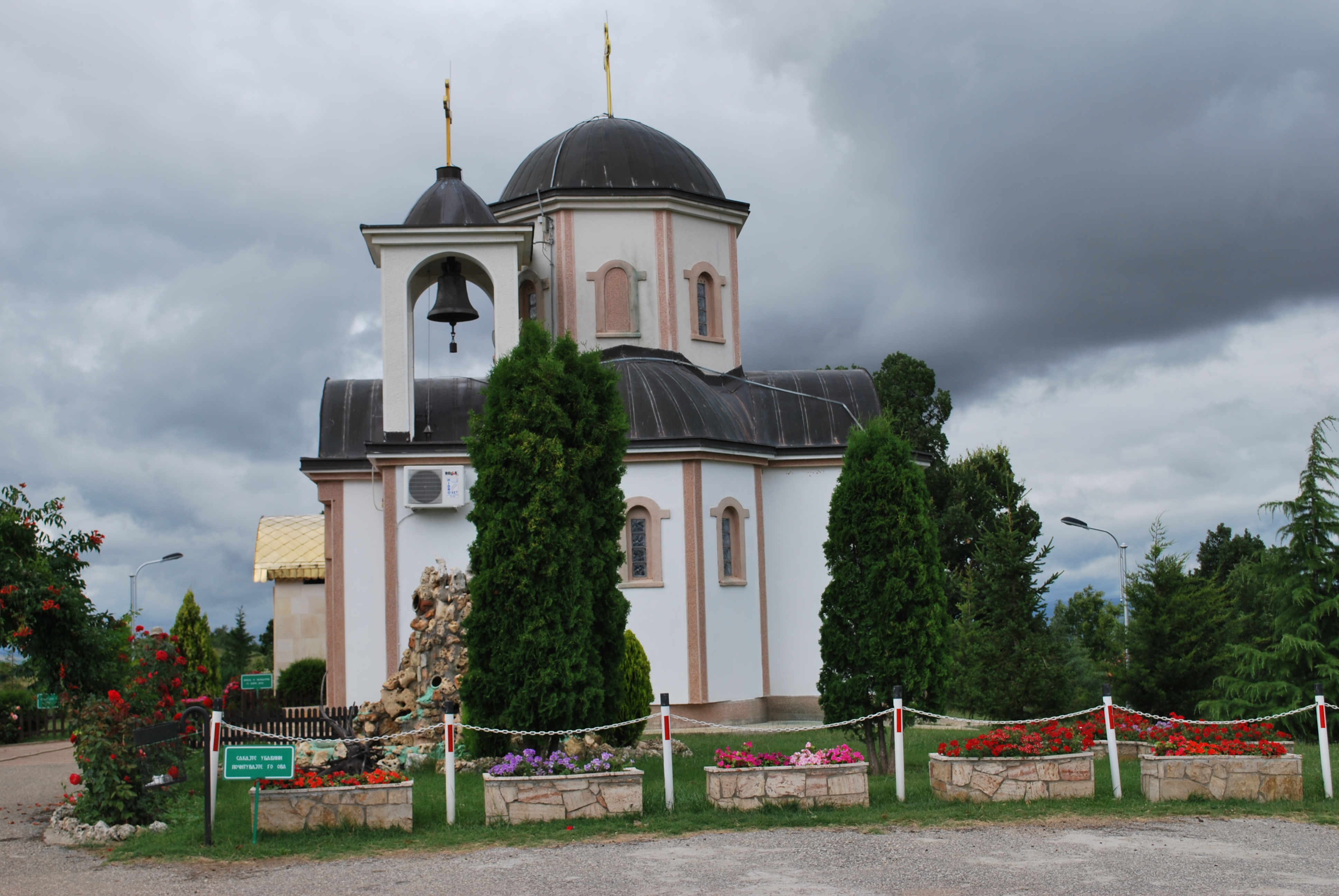
Церква Святої Троїці

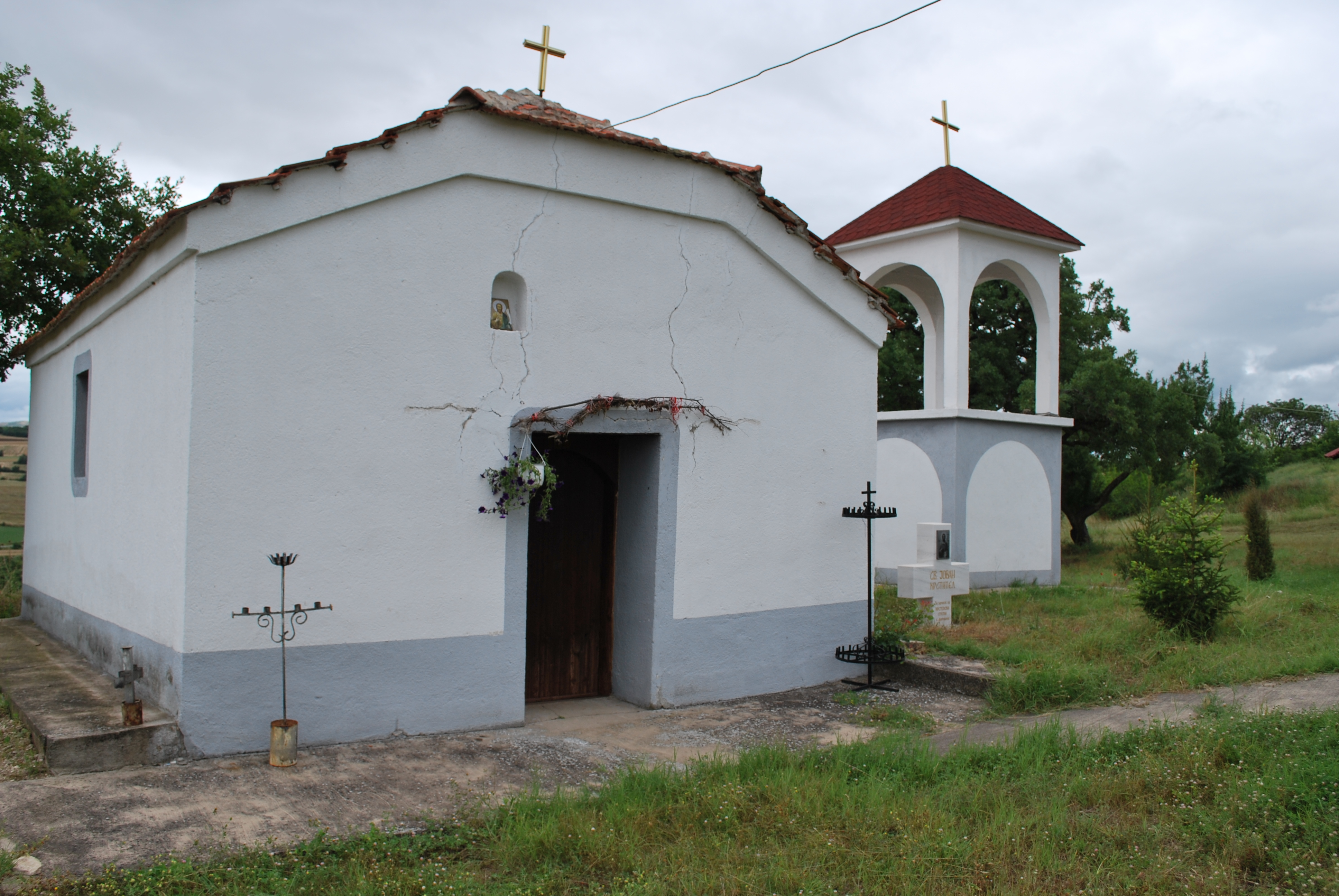
Церква Іоанна Хрестителя

Скачковце (мак. Скачковце) — село у Північній Македонії, входить до складу общини Куманово Північно-Східного регіону.